# Lingue giudeo-arabe

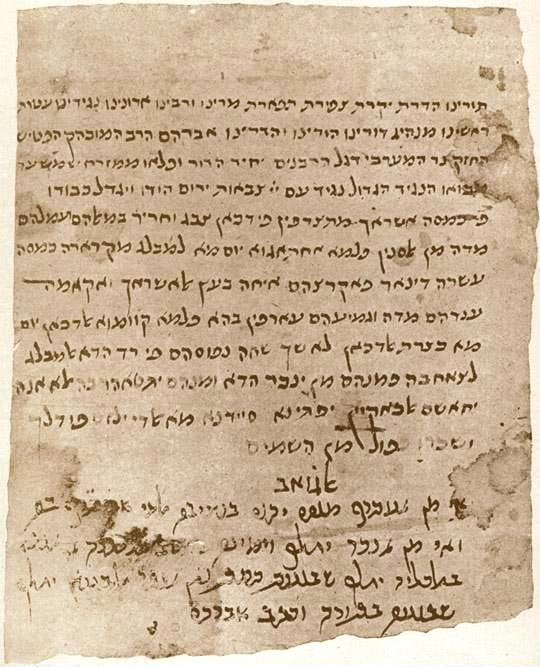
Foglio trovato nella Geniza del Cairo, una parte della cui produzione è stata redatta in Giudeo-Arabo

Le lingue giudeo-arabe (codice ISO 639-2 e ISO 639-5 jrb) sono l'insieme dei dialetti parlati dagli ebrei del Maghreb e dai mizrahim che vivevano o avevano vissuto nei Paesi di lingua araba, prendendo generalmente a prestito la forma dell'arabo parlato lì dove le regioni in cui gli ebrei avevano eletto la propria residenza, e che portarono con sé nel corso delle loro migrazioni. 
Queste lingue erano assai spesso trascritte in caratteri ebraici leggermente modificati per adattarli al sistema di fonazione della lingua araba, includendo i punti diacritici che distinguono fra loro le consonanti nell'alfabeto arabo per notare i fonemi inesistenti in Ebraico. L'alfabeto arabo di per sé era abbastanza poco utilizzato, dal momento che il suo uso era largamente caduto in disuso tra le popolazioni ebraiche dei paesi islamici. 
Le lingue giudeo-arabe furono dunque naturalmente gli idiomi prediletti dagli autori ebraici per una più agevole diffusione presso i loro correligionari. Un'importante parte delle opere rabbiniche fu originariamente scritta in giudeo-Arabo.

## Storia
I dialetti giudeo-arabi (al-Yahūdiyya ) furono parlati nella Penisola araba ancor prima delle conquiste islamiche. Non è certo che essi abbiano contribuito direttamente alla loro propagazione, benché essi si siano accompagnati a importanti migrazioni di ebrei che portavano con sé il proprio linguaggio. Tuttavia i dialetti videro la luce per la più parte per adattamento della lingua dei conquistatori.

### Opere importanti redatte in giudeo-arabo
Numerosi testi fondamentali del pensiero ebraico medievale furono in origine redatti in Giudeo-Arabo «classico», così come certe opere di halakhah e certi commentari biblici. Fu solo più tardi che esse furono tradotte in ebraico medievale, principalmente dalle comunità ebraiche provenzali, in particolare quella di Lunel, ed ebbero la possibilità di essere lette in Europa dagli ebrei ashkenaziti. 
Fra le opere così redatte le più importanti sono:
- l'Emounot Vedeot di Saadia Gaon, il suo Tafsir (commentario biblico sotto forma di traduzione), e il suo siddur (per le parti esplicative, le preghiere erano redatte in ebraico e in aramaico)
- il Tikkun Middot HaNefesh di Salomon ibn Gabirol, detto Avicebron
- le Hovot Ha-Levavot di Bahya ibn Paquda
- il Kuzari di Yehuda Ha-Levi
- il Commentario sulla Mishnah, il Sefer Ha-Mitzvot, la Guida dei perplessi e numerose lettere e saggi più brevi di Maimonide. Al contrario la sua opera halakhica, la Mishneh Torah fu redatta nell'ebraico mishnaico, cosa che gli fu aspramente rimproverata.

### Le lingue giudeo-arabe dei giorni nostri
Negli anni seguenti la guerra arabo-israeliana del 1948, la maggior parte degli ebrei arabofoni residenti in Paesi arabi emigrarono, principalmente alla volta d'Israele e di altre nazioni. I loro dialetti giudeo-arabi cominciarono ad appannarsi e a scomparire in questi nuovi Paesi e sono attualmente minacciati da totale estinzione, dal momento che la quasi totalità dei discendenti degli emigranti parlano oggi l'ebraico moderno come lingua madre.